# Zahamenareservaat
Het Zahamenareservaat is een beschermd natuurgebied van 221 km² in de regio Analanjirofo in Madagaskar.
Het Réserve Naturelle Intégrale de Zahamena (RNI n°III) werd gecreëerd in 1927 met het doel de fauna en flora van het tropisch regenwoud te beschermen in het oosten van Madagaskar. Oorspronkelijk bedroeg de oppervlakte van het natuurreservaat 73.160 hectare. In augustus 1997 werd het gebied herverdeeld, 42.300 ha werden geklasseerd als nationaal park en 22.100 ha werd beschermd als natuurreservaat (Réserve Naturelle Intégrale).